# Донник индийский
До́нник инди́йский (лат. Melilotus indicus) — вид цветковых растений рода Донник (Melilotus) семейства Бобовые (Fabaceae).
Вид был описан Карлом Линнеем в 1753 году в труде Species plantarum. Позднее, в 1785 году, этот вид был перенесён в род Донник Карло Аллиони.

## Ботаническое описание

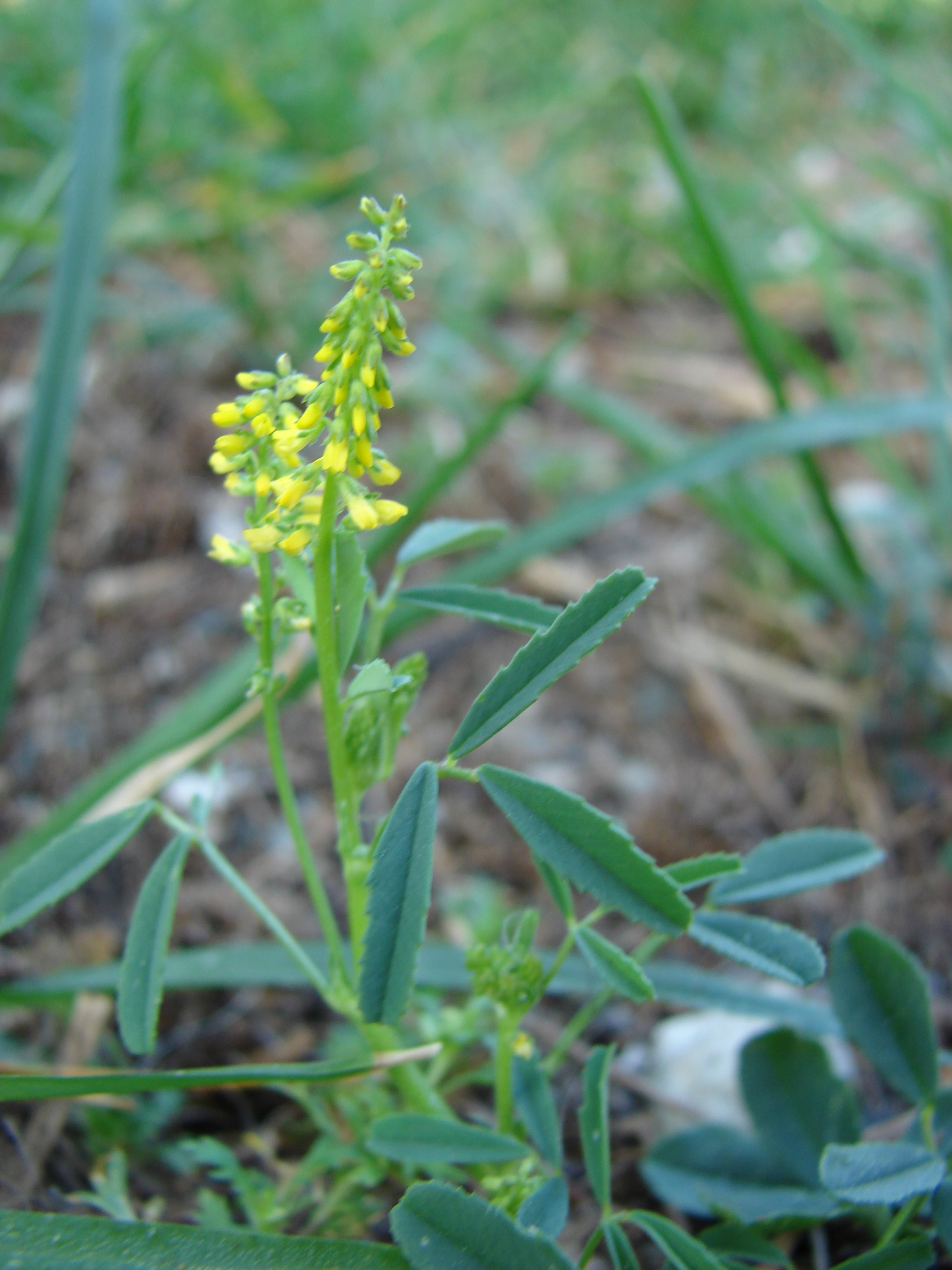
Соцветие и листья

Однолетнее травянистое растение с ветвистыми стеблями, 15—50 см высотой. Листья от обратнояйцевидной до продолговато-клиновидной формы, с 6—9 парами жилок. Прилистники шиловидные.
Цветки собраны в кисти. Венчик мотылькового типа, первоначально ярко-жёлтый, 2—3 мм длиной, но с возрастом по мере увядания его яркость уменьшается. Крылья короче паруса и по длине примерно равны лодочке. Цветение в июне-июле.
Плод — гладкий, почти сферический боб.

## Распространение и местообитание
Растёт по обочинам дорог, на полях, в развалинах и на других сорных местах. Предпочитает умеренно сухие, богатые питательными веществами и песком глинистые почвы.
Родиной донника индийского является Средиземноморье и Индостан, но благодаря акклиматизации в настоящее время он встречается на всех континентах, в том числе в Австралии и Новой Зеландии.

## Синонимика
- Melilotus bonplandii Ten.
- Melilotus indica (L.) All.
- Melilotus indicus subsp. permixtus (Jord.) Rouy
- Melilotus melilotus-indica Asch. & Graebn.
- Melilotus melilotus-indicus Asch. & Graebn.
- Melilotus officinalis sensu Bojer
- Melilotus parviflora Desf.
- Melilotus parviflorus Desf.
- Melilotus permixtus Jord.
- Melilotus tommasinii Jord.
- Sertula indica (L.) Kuntze
- Trifolium melilotus indicus L.
- Trifolium indica L.
- Trifolium indicum L.
- Trifolium melilotus L.
- Trifolium melilotus var. indicum L.
- Trifolium melilotus-indica L.[2]

## Хозяйственное значение и применение
Пчёлы используют донник индийский как источник нектара. В хозяйстве он идёт на корм скоту, его выращивают как растение, улучшающее почву. Он также применяется в народной медицине. Ядовит для некоторых млекопитающих, поэтому может быть потенциальным загрязнителем семян культурных растений.